# Ляцкие
Ляцкие (Лятские, пол. Lacki, лит. Liackis)) — великолитовский и польский дворянский род.
Род внесён в VI часть родословных книг Минской и Виленской губерний[2].
Род Ляцких, одного корня с Шереметьевыми, перешёл в Польшу, почему и получил это прозвание.

## Происхождение и история рода
Отрасль рода Андрея Кобылы, происходящая от его потомка в 5-м колене, Василия Захарьевича Кошкина-Лятского (брата боярина Юрия Захарьевича — родоначальника царского рода Романовых). Его сын, окольничий Иван Васильевич Ляцкий, бежал с князем С. Ф. Бельским в Литву (1534). На основании сообщенных им данных Антон Вид (Wied) составил первую карту России (Michon, «Die ältesten Karten von Russland», Гамбург, 1884), которую использовал в своей космографии С. Мюнстер.

## Описание герба
В использовании собственный герб, который относится к польским дворянским гербам. Утверждён в XVII веке.
По описанию Каспера Несецкого: в красном поле обращённый вправо белый гриф со змеиным чёрным хвостом, покрытым чешуёй и завернутым наподобие 8; на конце хвоста острие стрелы, обернутой к кресту, находящемуся между головой и крыльями животного.
У Симона Окольского гербом Ляцких показан просто гриф, обращённый влево. 
Герб используют 7 родов: Kurmin, Lacki, Łącki, Skwierczyński, Zawichojski, Zawichorski, Zawichowski

## Родословная
- Андре́й Кобы́ла (ум. после 1347)
  - Фёдор Андре́евич Ко́шка (ум. 1407)
    - Иван Фёдорович Кошкин (ум. после 1425)
      - Иван Иванович — боярин
      - Фёдор Иванович Брех — боярин
      - Яков Иванович Казак
      - Захарий Иванович Кошкин (ум. в 1461) — боярин
        - Яков Захарьевич Кошкин-Захарьин (ум. 15 марта 1511)
        - Юрий Захарьевич Кошкин-Захарьин (ум. 1504)
          - Рома́н Ю́рьевич Заха́рьин-Ко́шкин (ум. 16 февраля 1543)
            - Захарьина-Юрьева, Анастасия Романовна (1530/1532 — 1560) — царица, жена Ивана Грозного
              - Фёдор I Иоаннович (1557—1598) — царь всея Руси и великий князь Московский

            - Никита Романович Захарьин(ок. 1522 — 23 апреля 1586/1585) — Основатель династии Романовых
              - Фёдор Никитич Романов (ок. 1554 — 1 (11) октября 1633)- Филарет (патриарх Московский)
                - Михаи́л Фёдорович Рома́нов (1596—1645) — первый русский царь из династии Романовых

        - Василий Захарьевич Кошкин-Лятский (до 1461 — ?)
          - Иван Васильевич Ляцкий (около 1480 — после 1542/1552) — в 1534 г. бежал, вместе с сыном Иваном в Литву
            - Полония, м. — Д. Валадкович
            - Иван Иванович Ляцкий — в браке с Богданой Ивановной Полубенской
              - Григорий Ляцки
              - Теадора Ляцкая, м. — Пельгжимовский, Элиаш
              - Теодор (Фёдор) Ляцки (? — 1611)
                - Ян Альфо́нс Ля́цки (? — 1646)
                  - Теодор Александр Ляцки (? — 1683) - маршал надворный литовский
                  - Изабела, м. — Теафил Тризна
                  - ? Самуэль Ян Ляцкий (предположительно)

## Известные представители рода

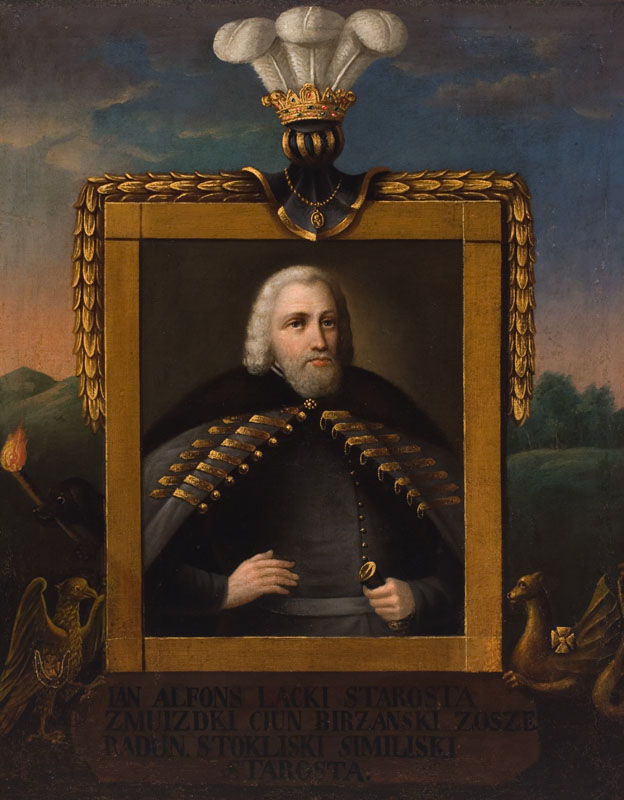
Jan Alfons Lacki.
Ян Альфонс Ляцки (XIX)

- Василий Захарьевич Кошкин-Лятский (до 1461 — ?) — Родоначальник дворян Лятских. Сын боярина Захария Ивановича Кошкина, правнук боярина Федора Кошки. Брат боярина Юрия Захарьевича — родоначальника царского рода Романовых
- Иван Васильевич Ляцкий (Захарынич-Ляцки, Ляцки-Захарьин) (? — 9 января 1552 года) — видный русский военачальник, воевода и окольничий, единственный сын Василия Захарьевича Ляцкого Захарьина (ум. 1478) и Ирины, дочери новгородского Василия Захарьевича Никифорова. Государственный и военный деятель Великого княжества Московского. Был близким родственником Кошкина, из которых пошла династия русских царей, потом императоров Романовых. Бежал с князем С. Ф. Бельским в Литву (1534). На основании сообщенных им данных Антон Вид (Wied) составил первую карту России (Michon, «Die ältesten Karten von Russland», Гамбург, 1884), которую использовал в своей космографии С. Мюнстер.

…
- Теодор (Фёдор) Ляцки (лит. Teodoras Liackis) (? — Сентябрь 1611) — государственный деятель Великого княжества Литовского, алхимик. Ротмистр войскаРечи Посполитой, писарь польный литовский (1601—1611).
- Ян Альфонс Ляцки (лит. Jonas Alfonsas Liackis) (? — 30 ноября 1646) — государственный деятель Великого княжества Литовского. Комендант минский (1630—1634) и жемайтский (1634—1643), староста генеральный жемайтский (с 1643). Представитель шляхетского рода Ляцкий и собственного герба, сын Теодора, отец Теодора Александра. Обучался в Падуанском университете. Участвовал в войнах со Швецией, Османской империей и Россией
- Теодор Александр Ляцки (лит. Teodoras Aleksandras Liackis) (около 1617 — 1683) — государственный деятель Великого княжества Литовского. Большой подстолий литовский (1653—1654), маршал надворный литовский (1654—1683). Сын Яна Альфонса Ляцки и Яны Тальваш. Был женат с Анной, дочерью Петра Паца.
- Самуэль Ян Ляцкий — Дворец Гурецких. Вильнюс, Ул. Доминикону 15, Гаоно 1. По списку Nr. 15. В конце XV- начале XVI в. здесь стоял готический двухэтажный дом. В 1603 г. Теодор Ляцкий купил его и расширил владение. В 1636 г. собственником становится жемайтский комендант Ян Альфонс Ляцкий. В 1649 г. Самуэль Ян Ляцкий продает дворец Виленскому университету.